# Леон, Таня
Таня Леон (исп. Tania León; род. 14 мая 1943, Гавана) — американский композитор, дирижёр, музыкальный педагог и организатор китайско-кубинского происхождения.

## Биография
Закончив Национальную консерваторию в Гаване, в 1967 году приехала в Нью-Йорк. В 1969 году стала музыкальным директором Театра танца в Гарлеме. Училась дирижёрскому искусству у Л. Бернстайна и С. Одзавы в Тэнглвуде. Как дирижёр работала с известными оркестрами США, Германии, Франции, Швейцарии, Италии, Нидерландов, Латинской Америки, ЮАР.

## Избранные сочинения
- The Beloved, балет (1972)
- Haiku, балет (1973)
- Dougla, балет (1974)
- Concerto Criollo (1980)
- Maggie Magalita, музыка к спектаклю (1980)
- Belé, балет (1981)
- The Golden Windows, музыка к спектаклю Роберта Уилсона (1982)
- Bata для оркестра (1985)
- Kabiosile, концерт для фортепиано и оркестра (1988)
- Carabalí для оркестра (1991)
- Para viola y orquesta (1994)
- Scourge of Hyacinths, опера по одноимённой радиопьесе Воле Шойинки (1994, известна в постановке Роберта Уилсона, показанной на многих сценах мира; молитва матери Oh Yemanja из этой оперы в исполнении Дон Апшоу стала знаменитой)
- Or like a… на стихи Джона Эшбери (1994)
- Seven Spirituals для баритона и оркестра (1995)
- Hechizos для камерного оркестра (1995)
- Singin' Sepia для сопрано, гитары и оркестра (1996)
- Drummin' для оркестра и мультимедиа (1997)
- Horizons для симфонического оркестра (1999)
- Desde… для оркестра (2000)
- Love after Love для сопрано и маримбы, на стихи Дерека Уолкотта (2002)
- Axon для скрипки и интерактивного компьютера (2002)
- Duende для баритона, 3 барабанов и перкуссий (2003)
- Rezos, на слова Джамайки Кинкейд (2003)
- Samarkand (2005, на стихи из одноимённой книги Воле Шойинки)
- Atwood Songs на стихи Маргарет Этвуд (2007)
- Alma для флейты и фортепиано (2007)
- Inura, балет (2009)
- Esencia для струнного квартета (2009)

## Педагогическая деятельность
Вела мастер-классы в Гамбурге, была приглашенным профессором в Гарварде и Йеле. Преподает музыку в Бруклин-колледже.

## Признание
- Почётный доктор Колгейтского университета (1999).
- Distinguished Professor Городского университета Нью-Йорка (2006).
- Орден «Белая роза» Фонда Хосе Марти (Куба, 2008).
- Член Американской академии искусства и литературы (2010).

Героиня документального фильма Майкла Блэквуда (англ.) «Чувственная природа звука: четыре композитора — Лори Андерсон, Таня Леон, Мередит Монк и Полина Оливерос» (1993).